# Ритин
Ритин (англ. Ruthin, валл. Rhuthun)  — город на севере Уэльса, административный центр унитарной административной единицы Уэльса со статусом графства Денбишир. По территории города протекает река Клуйд.
Население города — 5218 жителей (2001), из которых 47 % составляют мужчины и 53 % женщины. Средний возраст населения 43,0 года.

## История
Название города Ритин происходит от валлийского слова rhudd (красный) и din (форт, крепость) по цвету красного песчаника, который формирует основу геологической области и из которого в 1277—1284 гг. был построен замок. Оригинальное название Castell Coch yng Ngwern-fôr (красный замок на болоте).
Имеются свидетельства расположения в этом районе кельтского, а затем древнеримского поселений.

## Города-побратимы
- Бриек, Франция

## Галерея

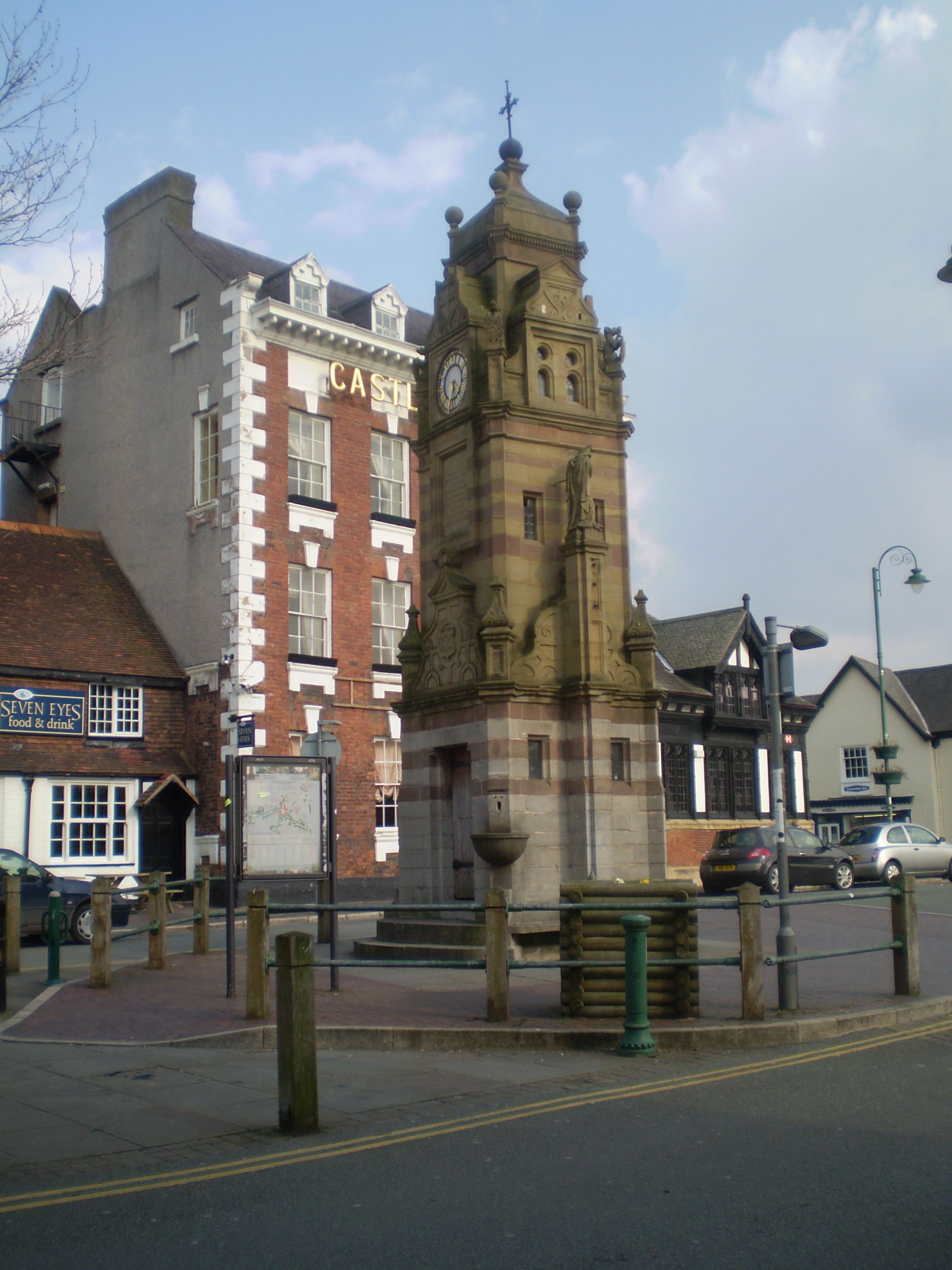
Башня с часами на пл. Св. Петра
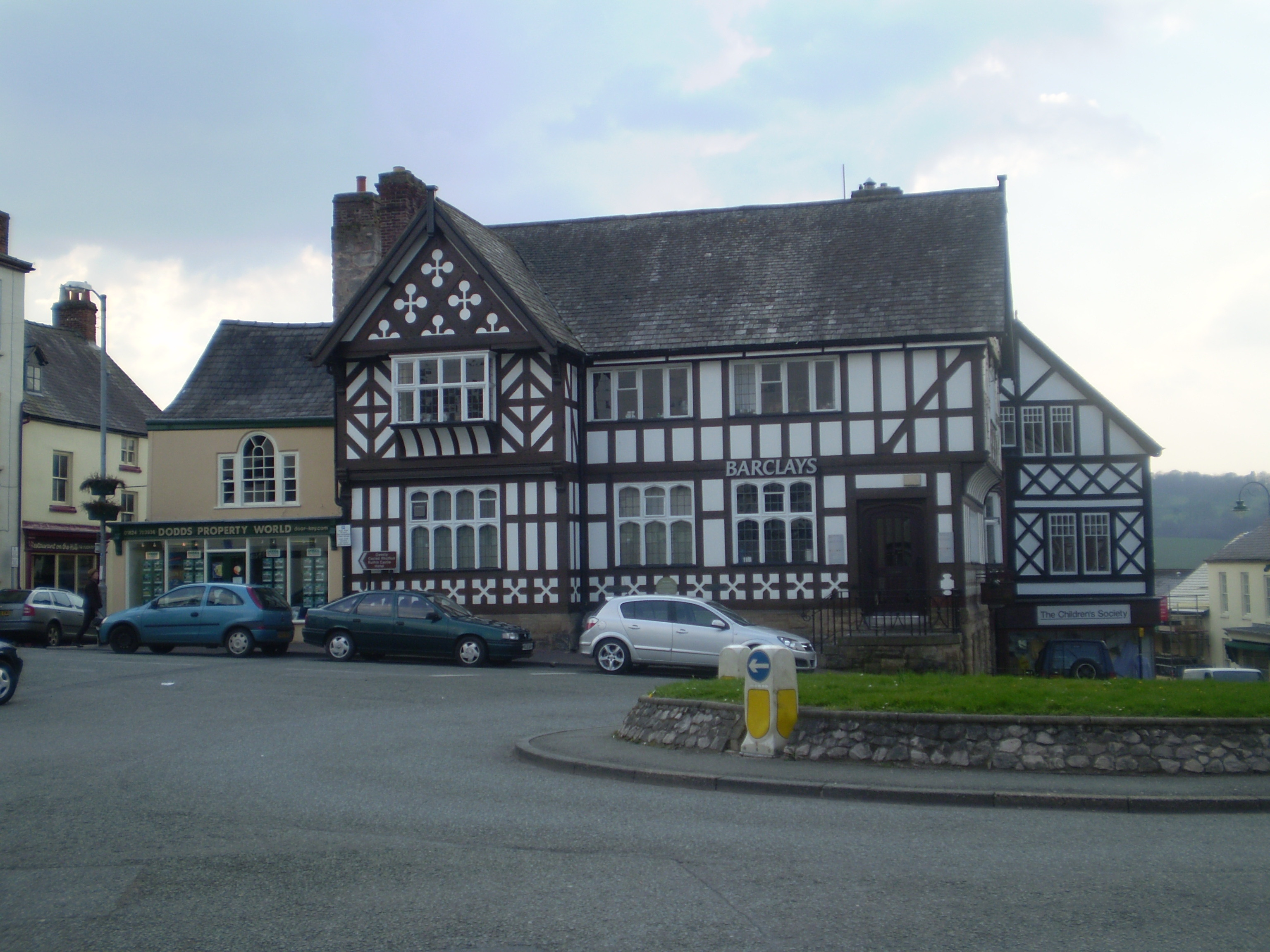
Exmewe Hall (ныне «Barclays Bank»)
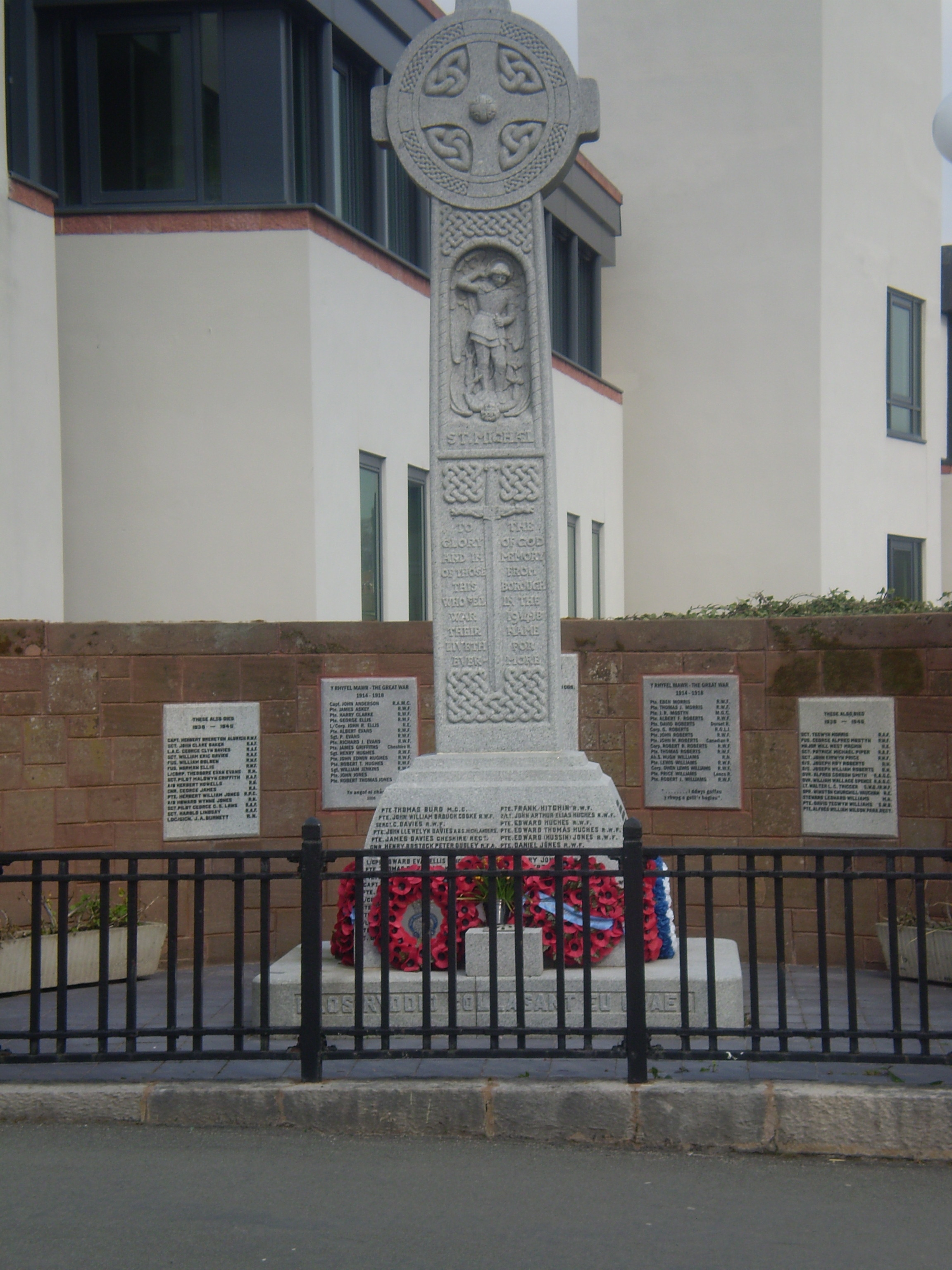
Городской военный мемориал жертв мировых войн